# (500006) 2011 QR8
(500006) 2011 QR8 es un asteroide perteneciente al cinturón de asteroides, descubierto el 17 de septiembre de 2006 por el equipo del Spacewatch desde el Observatorio Nacional de Kitt Peak, Arizona, Estados Unidos.

## Designación y nombre
Designado provisionalmente como 2011 QR8.

## Características orbitales
2011 QR8 está situado a una distancia media del Sol de 3,123 ua, pudiendo alejarse hasta 3,290 ua y acercarse hasta 2,955 ua. Su excentricidad es 0,053 y la inclinación orbital 14,26 grados. Emplea 2015,98 días en completar una órbita alrededor del Sol.
Los próximos acercamientos a la órbita de Júpiter se producirán el 15 de diciembre de 2105 y el 5 de febrero de 2178.

## Características físicas
La magnitud absoluta de 2011 QR8 es 17.